# Christian Bohr

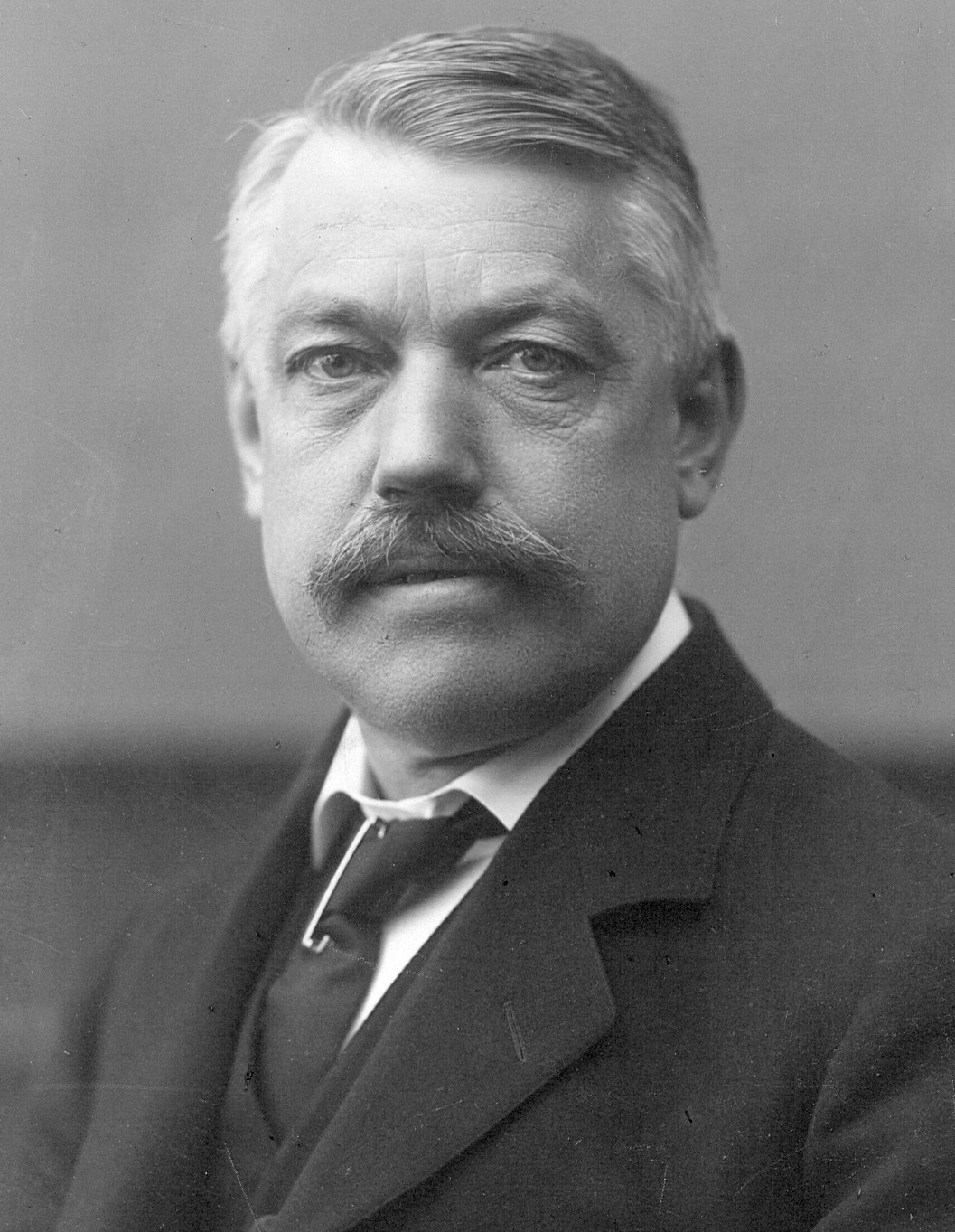
Christian Bohr

Christian Harald Lauritz Peter Emil Bohr (* 14. Februar 1855 in Kopenhagen; † 3. Februar 1911 ebenda) war ein dänischer Physiologe und Hochschullehrer.

## Leben
Christian Bohr war ein Sohn des später zum Professor ernannten Henrik Georg Christian Bohr (1813–1880).
Er studierte von 1872 bis 1878 an der Universität Kopenhagen Medizin, war dort Schüler von Peter Ludwig Panum und erlangte 1880 seinen Doktortitel. Es folgte ab 1881 mit Unterbrechungen seine Privatdozentenzeit bei Carl Ludwig in Leipzig. 1885 wurde er für seine Arbeit mit der Silbermedaille der Königlichen Dänischen Gesellschaft der Wissenschaften ausgezeichnet.
1886 wurde er zum associate professor für Physiologie an die Universität Kopenhagen berufen. Vier Jahre später wurde er ordentlicher Professor.
Seine Arbeit befasste sich u. a. mit der temperaturabhängigen Gasabsorption in Flüssigkeiten und die Bindung von O2 und CO2 ans Blut. Es folgten Versuche zu den wirksamen Kräften bei der Sauerstoffaufnahme der Lunge. Nach ihm ist die Bohr-Formel (1891) und der Bohr-Effekt (1904/1905) benannt. Für die Entdeckung des Bohr-Effekts wurde er 1907 und 1908 durch Johan Erik (Jöns) Johansson (1862–1938) für den Nobelpreis in Physiologie oder Medizin vorgeschlagen, 1908 ebenfalls durch Leopold Meyer unterstützt.
Seine Schüler waren u. a. Karl Albert Hasselbalch, Louis Sigurd Fridericia, Valdemar Henriques und der spätere Nobelpreisträger und der Freund seines Sohnes Niels, August Krogh.
Im akademischen Jahr 1905/06 amtierte er als Rektor der Universität. Seit Anfang 1888 war er Mitglieder der Königlich Dänischen Akademie der Wissenschaften und wurde Ende 1888 zum Mitglied der Gelehrtenakademie Leopoldina gewählt.
Bohr war seit 1881 mit Ellen Adler (1860–1930), Tochter des dänischen Bankiers David Baruch Adler, verheiratet. Sein bekanntester Sohn war der Physiker und Nobelpreisträger Niels Bohr, sein Sohn Harald war Fußballspieler und Mathematiker. Auch sein Enkel Aage Niels Bohr erhielt den Nobelpreis für Physik.

## Werke (Auswahl)
- Experimentale Untersuchungen über die Sauerstoffaufnahme des Blutfarbstoffes. Kopenhagen, 1885
- Ueber die Abweichung des Sauerstoffs von dem Boyle‐Mariotte'schen Gesetze bei niedrigen Drucken. Annalen der Physik, Volume 263, Issue 3, 1886
- Ueber die Lungenathmung. Skandinavisches Archiv für Physiologie, Volume 2, Issue 1, 1891
- gemeinsam mit Johannes Bock: Détermination de l'absorption de quelques gaz dans l'eau à des températures comprises entre 0 et 100°. Annalen der Physik und Chemie, 44, 1891, S. 318–343.
- Beiträge zur Lehre von den Kohlensäureverbindungen des Blutes. Centralblatt für Physiologie, 1891.[13]
- gemeinsam mit Karl Albert Hasselbalch und August Krogh: Ueber den Einfluss der Kohlensäurespannung auf die Sauerstoffaufnahme im Blute. Centralblatt für Physiologie, Band 17, Nr. 22, 1904[14]
- Handbuch der Physiologie des Menschen (in vier Bänden). Vieweg, Braunschweig, 1905 (Band 3), 1907 (Band 2), 1909 (Band 1 und 4)